# Oberea strigicollis
Oberea strigicollis là một loài bọ cánh cứng trong họ Cerambycidae.